# Civrac-sur-Dordogne
Civrac-sur-Dordogne is een gemeente in het Franse departement Gironde (regio Nouvelle-Aquitaine) en telt 225 inwoners (1999). De plaats maakt deel uit van het arrondissement Libourne.

## Geografie
De oppervlakte van Civrac-sur-Dordogne bedraagt 1,9 km², de bevolkingsdichtheid is 118,4 inwoners per km².
De onderstaande kaart toont de ligging van Civrac-sur-Dordogne met de belangrijkste infrastructuur en aangrenzende gemeenten.

## Demografie
Onderstaande figuur toont het verloop van het inwonertal (bron: INSEE-tellingen).

1. ↑  Populations de référence 2022.